# Jacques Marsigny
Jacques Marsigny est un céiste français de slalom. 
Il est médaillé d'argent en C1 par équipe et médaillé de bronze en C1 lors des Championnats du monde 1951 à Steyr. Il remporte la médaille de bronze en C1 par équipe aux Championnats du monde 1953 à Merano.